# Головна юніорська хокейна ліга Квебеку
Головна юніорська хокейна ліга Квебеку (QMJHL) (англ. Quebec Major Junior Hockey League (QMJHL);фр. la Ligue de hockey junior majeur du Québec (LMJHL)) — одна з трьох головних юніорських хокейних ліг, що входять до канадської хокейної ліги. В лізі виступає 18 команд, дванадцять з яких представляють провінцію Квебек.

## Структура

Учасники ліги у 2012 році

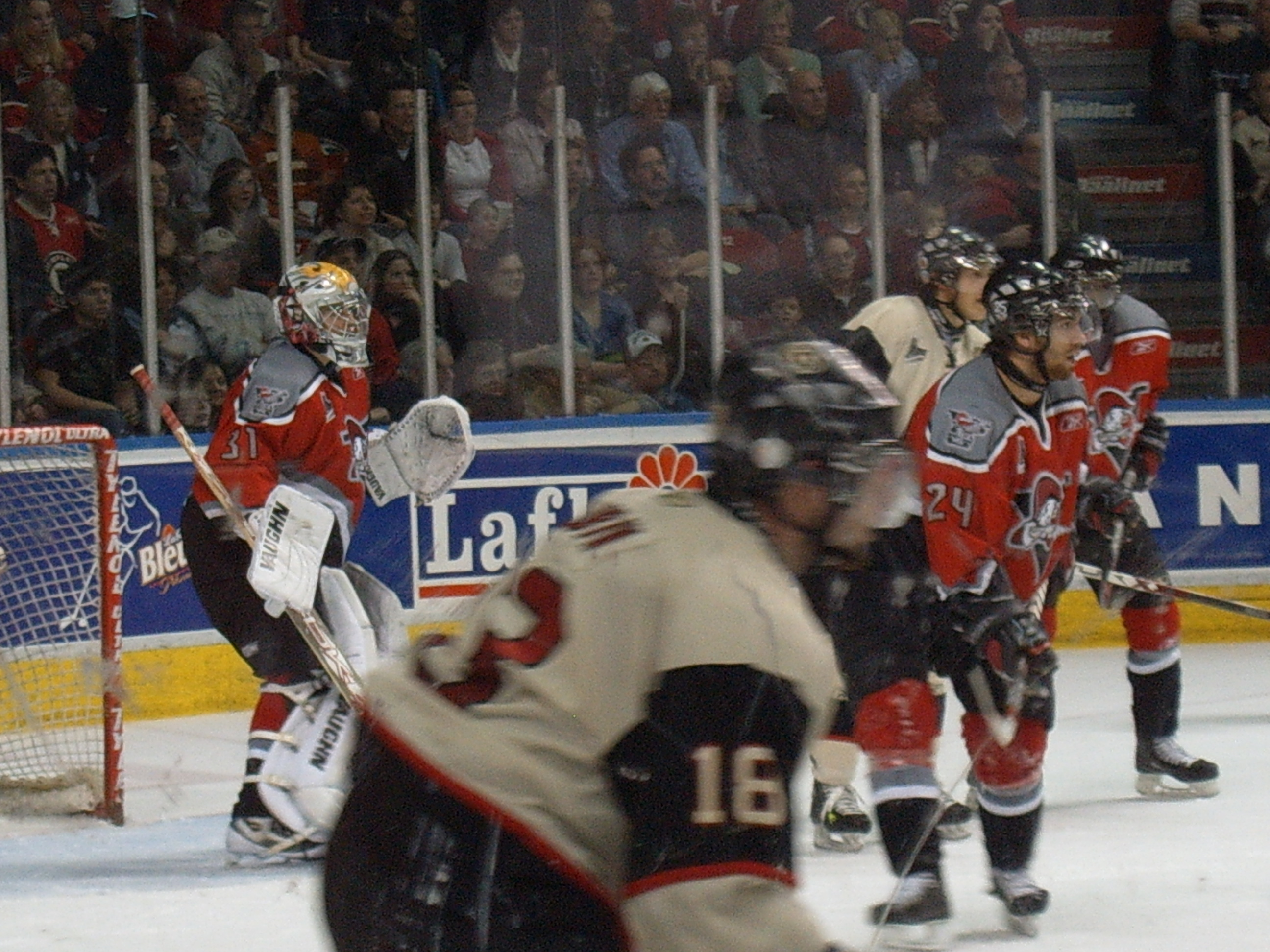
Матч Квебек-Драммонвіль, березень 2007

QMJHL є найменшою за кількістю команд лігою в структурі КХЛ, їх всього 18. В даній лізі немає поділу на конференції і підсумкова турнірна таблиця є спільною для всіх колективів. Переможець сезону отримує право боротися за Меморіальний кубок з переможцями двох інших ліг (ОХЛ, ЗХЛ) та господарем змагань.
Відколи в 1969 році ліга була заснована, командам котрі в ній виступали вдавалося вигравати Меморіальний кубок 8 разів. Востаннє це вдалося клубу Квебек Ремпартс, з Радуловим, Еспозіто та Власічем у складі, в 2006-му.
В різні часи в лізі виступали такі відомі хокеїсти, як: Маріо Лем'є, Майк Боссі, Гі Лефлер, Пет Лафонтен, Рей Бурк, Патрік Руа, Мішель Гуле та ін.

### Склад учасників
| Головна юніорська хокейна ліга Квебеку |                            |                                           |                                     |
| Дивізіон                               | Команда                    | Місто                                     | Арена                               |
| Західний                               | Гатіно Олімпікс            | Гатіно, Квебек, Канада                    | Centre Robert Guertin               |
| Західний                               | Валь-д'Ор Форерс           | Валь-д'Ор, Квебек, Канада                 | Centre Air Creebec                  |
| Західний                               | Драммонвіль Волтіжерс      | Драммонвіль, Квебек, Канада               | Centre Marcel Dionne                |
| Західний                               | Шербрук Фінікс             | Шербрук, Квебек, Канада                   | Палас де спортс                     |
| Західний                               | Руен-Норанда Хаскіс        | Руен-Норанда, Квебек, Канада              | Aréna Dave Keon                     |
| Західний                               | Бленвіль-Бойсбраянд Армада | Boisbriand, Квебек, Канада                | Centre d'Excellence Sports Rousseau |
| Східний                                | Шавініган Катарактес       | Шавініган, Квебек, Канада                 | Centre Bionest de Shawinigan        |
| Східний                                | Вікторіявіль Тігрес        | Вікторіявіль, Квебек, Канада              | Colisée Desjardins                  |
| Східний                                | Рімускі Осеанік            | Рімускі, Квебек, Канада                   | Colisée de Rimouski                 |
| Східний                                | Бе-Комо Драккар            | Бе-Комо, Квебек, Канада                   | Centre Henry-Leonard                |
| Східний                                | Квебек Ремпартс            | Квебек, Квебек, Канада                    | Колісіум-де-Пепсі                   |
| Східний                                | Шікутімі Сагенес           | Сагне, Квебек, Канада                     | Centre Georges-Vézina               |
| Приморський                            | Монктон Вайлдкетс          | Монктон, Нью-Брансвік, Канада             | Монктон-колізіум                    |
| Приморський                            | Сент-Джон Сі-Догс          | Сент-Джон, Нью-Брансвік, Канада           | Гарбор-стейшн                       |
| Приморський                            | Шарлоттаун Айлендерс       | Шарлоттаун, Острів Принца Едварда, Канада | Charlottetown Civic Centre          |
| Приморський                            | Галіфакс Мусгедс           | Галіфакс, Нова Шотландія, Канада          | Галіфакс Метро-центр                |
| Приморський                            | Кейп-Бретон Іглс           | Сідней, Нова Шотландія, Канада            | Centre 200                          |
| Приморський                            | Акаді-Батерст Тайтен       | Батерст, Нью-Брансвік, Канада             | K. C. Irving Regional Centre        |

## Трофеї ліги
Командні нагороди
- Кубок Президента — чемпіон QMJHL
- Жан Ружо Трофі — переможець регулярного сезону
- Люк Робітайл Трофі — найрезультативнішій команді сезону
- Роберт Лебель Трофі — команді з найкращим показником пропущених в середньому за гру шайб

Індивідуальні нагороди
- Жан Беліво Трофі — найкращий бомбардир
- Мішель Брір Трофі — найкращий гравець сезону
- Еміль Бушар Трофі — найкращий захисник сезону
- RDS Cup — новачок року
- Гі Лефлер Трофі — найцінніший гравець плей-оф